# Deon Meyer
Deon Meyer, właśc. Deon Godfrey Meyer (ur. 4 lipca 1958 w Paarl) – południowoafrykański pisarz, tworzący w języku afrikaans, autor powieści kryminalnych, thrillerów oraz scenariuszy filmowych i telewizyjnych.

## Życiorys
Urodził się w mieście Paarl, leżącym ok. 50 km od Kapsztadu. W 1976 r. ukończył szkołę średnią w Klerksdorp. Studiował język angielski i historię na Uniwersytecie dla Wyższego Wykształcenia Chrześcijańskiego w Potchefstroom (ang. Potchefstroom University for Christian Higher Education). Później podjął naukę na Uniwersytecie Wolnego Państwa (ang. University of the Free State). W latach 80. pracował jako dziennikarz gazety Die Volksblad, w biurze public relations Uniwersytetu Wolnego Państwa oraz jako copywriter dla przedsiębiorstwa finansowego Sanlam. Obecnie utrzymuje się z pisania.

## Twórczość
Meyer zadebiutował opowiadaniem na łamach pisma Huisgenoot. Opublikował kilkanaście powieści i dwa tomy opowiadań. W przekładzie na język polski (tłumaczone z języka angielskiego) ukazały się m.in. powieści Meyera: Feniks (jako Martwi za życia) oraz Infanta (jako Diabelski szczyt).

### Seria: inspektor Benedict Devlin
- 1994 - Wie met vuur speel
- 1996 - Feniks (tytuł angielski Dead Before Dying, wyd. pol. pt. Martwi za życia, przekł. Maria Rei, Warszawa 2009, wydawnictwo Amber)
- 2000 - Orion (tytuł angielski Dead at Daybreak)
- 2002 - Proteus (tytuł angielski Heart of the Hunter)
- 2007 - Onsigbaar (tytuł angielski Blood Safari, wyd. pol. pt. Krwawe safari)
- 2010 - Spoor
- 2016 - Koors

### Seria: detektyw Benny Griessel
- 2004 - Infanta (tytuł angielski Devil's Peak, wyd. pol. pt. Diabelski szczyt, przekł. Maria Rei, Warszawa 2010, wydawnictwo Amber)
- 2009 - 13 Uur (tytuł angielski Thirteen Hours, wyd. pol. pt. Trzynaście godzin)
- 2011 - 7 Dae (tytuł angielski Seven Days, wyd. pol. pt. Siedem dni)
- 2013 - Kobra (tytuł angielski Cobra, wyd. pol. pt. Kobra)
- 2015 - Ikarus (tytuł angielski Icarus, wyd. pol. pt. Ikar)

### Inne
- 1997 - Bottervisse in die jêm: 13 kortverhale (opowiadania)
- 2010 - Karoonag en ander verhale (opowiadania)